# Dead Again (Mercyful Fate)
Dead Again è il sesto album in studio del gruppo heavy metal danese Mercyful Fate, pubblicato nel 1998.

## Tracce
1. Torture (1629) – 5:03
2. The Night – 5:51
3. Since Forever – 4:39
4. The Lady Who Cries – 4:18
5. Banshee – 4:47
6. Mandrake – 6:06
7. Sucking your Blood – 4:22
8. Dead Again – 13:41
9. Fear – 4:16
10. Crossroads – 5:42

## Formazione
- King Diamond - voce, tastiere
- Hank Shermann - chitarra
- Mike Wead - chitarra
- Sharlee D'Angelo - basso
- Bjarne T. Holm - batteria